# Choriceras
Choriceras là một chi thực vật có hoa trong họ Picrodendraceae.

## Loài
Chi Choriceras gồm các loài: